# Stade Municipal (Matoury)
El Stade Municipal  es un estadio de usos múltiples en Matoury, una localidad en el extremo norte y costero de la Guayana Francesa, un territorio en América del Sur que, como su nombre indica, depende de Francia. Actualmente se utiliza sobre todo para los partidos de fútbol y es el campo de los clubes AJ Balata Abriba, ASC Black Stars, ASC Remire y US Matoury. El estadio tiene capacidad para recibir hasta 4000 personas.